# Ait Ouqabli
Ait Ouqabli  (in arabo أيت اوقبلي‎?) è un centro abitato e comune rurale del Marocco situato nella provincia di Azilal, regione di Béni Mellal-Khénifra. Conta una popolazione di 3 298 abitanti (censimento 2014).